# Neurothemis decora
Neurothemis decora är en trollsländeart som först beskrevs av Brauer 1866.  Neurothemis decora ingår i släktet Neurothemis och familjen segeltrollsländor. Inga underarter finns listade i Catalogue of Life.